# Ave Mary A
"Ave Mary A" – песня американской записывающей артистки Pink с её пятого студийного альбома Funhouse.
"Ave Mary" или "Ave Maria" – в переводе с латыни будет Радуйся, Мария

## Предпосылка
Согласно веб-сайту Pink, песня о мире и социальных проблемах. Певица просит помощи, чтобы сбежать из «хаоса вокруг меня» и сталкивается с тем, что «мир сошел с ума».
Она была сонаписана и сопродюсирована частым компаньоном Pink Билли Манном с поддержкой Al Clay. Pink объяснила: «Я и Билли написали эту песню, а потом принесли в Al Clay, которые работали  много с моими монтажами и микшированиями. Он удивительный и веселый, и курит реально классные сигары. Он вроде как приводит все в порядок, и он такой забавный». …. «И Ave Mary A – это забавная песня. Я никак не могу дождаться, когда же её услышат 10 тысяч людей, кричащих мне это в спину».

## Чарты
| Год  | Чарт                     | Наивысшая позиция |
| ---- | ------------------------ | ----------------- |
| 2009 | Australian Airplay Chart | #10               |